# 流血の魔術 最強の演技
『流血の魔術 最強の演技 すべてのプロレスはショーである』（りゅうけつのまじゅつ さいきょうのえんぎ すべてのプロレスはショーである）は、2001年12月に講談社から発表された、ミスター高橋によるプロレスに関するノンフィクション書籍。プロレスが真剣勝負ではなくショーでありエンターテインメントであることを明かした。「ミスター高橋本」「高橋本」と通称される。

## 内容
本書は、元プロレスラーで1972年から1998年にかけて26年間新日本プロレスでレフェリーを務めたミスター高橋が、プロレスは真剣勝負ではなく「最初から勝負が決まっているショーである」と宣言した本である。本書出版の目的について高橋は、日本のプロレスは「格闘技を装って嘘を貫き通す」ことが無理な状態に陥っており、将来のプロレス界の発展のために「プロレスは立派なエンターテインメントなのだと胸を張って情報公開」することを提言することにあると述べている。高橋は「プロレスラーはショーに対する誇りを持ってほしい。いつまでもショーという言葉に抵抗を感じてるようでは、プロレスの未来は絶対に開けない」「質の高いショーを提供していれば、そのためにどれだけのトレーニングや努力を積んでいるかはファンにも自然に伝わる」と主張する。
本書において高橋は、プロレスの興業においては「絶対的な権限を持っている」マッチメイカーがカード編成と勝敗を決め、レフェリーがその内容を実現するための仲立ちを務めると述べた上で、新日本プロレスで過去に行われた複数の試合についてその内幕を明かしている。例えば高橋によると、アントニオ猪木が戦った異種格闘技戦のうち真剣勝負であったのはモハメド・アリ戦とアクラム・ペールワン戦の2試合のみである。
高橋は、2010年発行の『流血の魔術 第2幕 プロレスは誇るべきエンターテインメント』の中で「流血の魔術 最強の演技 すべてのプロレスはショーである」というタイトルについては思い悩んだと振り返っている。高橋によるとこのタイトルは最終のゲラ校正が終わりに差し掛かっていた時期に、編集者から提案されたものであった。高橋は「鮮烈過ぎるかな」「長年業界にいた人間としてこのタイトルは、同じ釜の飯を食ってきた仲間たちを怒らせてしまうのは間違いない」「（新日本プロレスにしか係わっていない自分が）『すべてのプロレス』と言い切ってもいい物なのか？」と躊躇や抵抗を感じたものの、最終的には「それくらいのインパクトがなければこの本を出版する意味がない」と編集者の案に同意した。

## 出版の経緯・動機

### 出版サイドによる主張
高橋は本書出版の動機について、落ち込んでいたプロレス人気を「なんとか再浮上させたい」という思いであり、本書の出版が「足を引っ張ってしまう」ことになるのではないかという懸念を持ちながらも出版に踏み切った。高橋は「プロレスが真剣勝負ではなくても、命懸けのショーだということを明らかにすることによって、世間から胡散臭さをもって観られていたプロレスのグレーゾーンを取り払ってしまいたい」「それによって、プロレスを上質なエンターテインメントとして世間に認知させたかった」、そして「そのためには時間が掛かるかもしれないし、私自身が厳しい立場に置かれることも承知の上」であったと主張している。プロレスの人気が低迷した原因について高橋はK-1やPRIDEの台頭を挙げており、特に「ストロングスタイルを売り物にしていた」新日本プロレスは「その基盤を失ってしまった」と分析している。高橋は「K-1やPRIDEが出てこなかったら、私はカミングアウトの必要は無かったと思いますよ」と述べている。
さらに高橋は、1999年にアメリカでWWF（後のWWE）が株式公開する際にカミングアウトをし、さらに同年製作の映画『ビヨンド・ザ・マット』で同団体における「プロレスの打ち合わせ風景などがそのまま紹介されている」「インターネットの普及によって、世界中の情報が容易に得られるようになっていた中で、『日本のプロレスはそうではない』と言い張っていても仕方がなかったのだ」とも述べている。高橋は『ビヨンド・ザ・マット』を観たときに「アメリカの情報公開はここまで進んでいるのか!」という衝撃を受け、日本のプロレスが人気低迷を打開するには「WWEに倣ったカミングアウトしかないのではと考えるようになった」のだという。高橋は「プロレスの本家であるアメリカ」がカミングアウトを行ったのだから「分家である日本がプロレスは真剣勝負だと言い張ち続けていても、ファンがそれを信用するはずがない」と主張する。
高橋は、プロレス業界の「『長年、守ってきたプロレスの秘密を公開されてしまった』『臭いもののフタを開けられてしまった』という狼狽」や困惑が「大きければ大きいほどファンの興味も膨らみ、新時代にふさわしいプロレスの発展に繋がるだろうと考えたのだ」と述べている。しかし同時に「冷たい石を温めるのに10年はかかる」「自分の考えが理解されずに、窮地に立たされても仕方がない」と覚悟もしていたという。高橋は、「この本がプロレス界に与える衝撃は大きなものになるのも覚悟はしていたし、大きなものにならなければ意味がなかった」とも述べている
『週刊ゴング』元編集長の金澤克彦は、本書のプロデューサーから、アメリカにおけるプロレスの舞台裏を描いた映画『レスリング・ウィズ・シャドウズ』を観て感動し「日本のプロレスもそういう形で表現する時代になっていると思った」ことが出版の動機であったと聞いたと述べている。金澤によるとプロデューサーは出版後「それなのに、まるで業界の一部からは戦犯扱いなんだよ」と困惑の声を上げていたという。
高橋は本書において新日本プロレスを退職したのと同じ時期に、同社の子会社として警備会社を設立することを計画するも、途中でとん挫したことを記述している。そのため、後述のように本書出版の動機を「新日本プロレスの子会社として警備会社を作る計画が流れた腹いせでは？」とする見方もあるが、高橋はこれを否定している。高橋によると、当該記述の趣旨は「引退後のレスラーを取り巻く現状」について提言することにあったのだという。高橋によると1996年に引退勧告を受けて同時に2年間の猶予を与えられたため、その間に兼ねてから考えていた警備会社設立を実行に移すとしたのだという。その目的は、グループ内に警備会社を立ち上げることで警備員配置にかかるコストを下げ、同時に引退したプロレスラーを幹部として処遇することにあったという。
高橋は『週刊プロレス』元編集長のターザン山本が2009年発行の『最強の格闘技』（竹書房）において、本書が自身のアドバイスに基づいて執筆されたものであると発言していることを取り上げ「驚いたのを通り越して、失笑してしまった」と否定している。また高橋は、同書において山本が「新日本プロレスを追放され、食うに困って出版したと思う」という主旨の発言を行っていることについて、出版当時は新たな職に就いていたとして否定している。
高橋によると本書出版後ある編集者から、高橋が出版直前の時期に新日本プロレスに対し「この本を出されたくなかったら、300万円出せよ」と恐喝したという記述が出版予定の書籍の中にあるが、それは真実かと問い合わせを受けてそれを否定したところ、その記述は削除されるという出来事があった。高橋はこの件について「ガセネタの発生源は新日本プロレスの関係者だろう」と指摘し「恐らくは、醜聞を流して私を卑劣な悪者に仕立てることで『流血の魔術～』に対する論点をずらそうとしたのではないかと推察される」と主張している。

### 高橋の主張に対する反論
出版の動機に関する高橋の説明に対しては反論が挙がっている。『週刊ファイト』元編集長の井上譲二は、高橋が後述のように本書を「暴露本ではなく提言書である」と主張していることは「どうみても苦しい言い分」であり、新日本への怨恨が動機としてあったことを疑わせると述べている。井上は、高橋には本書の出版により「新日本やプロレスマスコミに迷惑を掛けてしまう」という罪悪感や「プロレス界全体を敵に回すかもしれないという恐怖心」といったものが「なくてはおかしい」のであって、仮に新日本が高橋に対し「相応の対処」をしていたとすれば「新日本が困ると分かるような本は出せなかったのではないか」と推測し、長州力の意向によって長州と同様アマチュアレスリング出身のタイガー服部をレフェリーとして重用し「メーンレフェリーを続けられるだけの体調を維持していた」高橋を「切る」形で引退させ、更に退社の際に退職金を支給しなかったとされる新日本プロレスの対応について「なぜ、トレーナーとして会社に残さなかったのか?」と批判している。大槻ケンヂは「『プロレスを世直ししたい』と書いておきながら、どう考えても自分の警備会社のスポンサーを新日本プロレスが降りたので、個人的な恨みかもしれませんね」と述べている。吉田豪は「警備会社の問題がこの本を書く原因になったのは事実だと思うんですよ。この手の本はお金が見え過ぎちゃというか、『マット界のためと言いながら、自分のため』というのが見え過ぎてしまうんです」と述べている。吉田によると、キラー・カンは自身が経営する店で高橋が新日本プロレスの悪口を言っていたと証言しており。そのことを吉田から聞いたストロング小林は、本書を読んでいないと断った上で「新日本に対する恨みの結果だと思うね」と話し、更に「プロレスの一番難しい所を突いた」と評しつつ「自分がその道で20年以上も食べて来て、そこを突くってことは腹いせみたいなことかもしれない」と述べている。
吉田豪は高橋に関する以下のようなエピソードを明かし「この本が出るまでの流れが予想つく」と述べている。
ウルティモ・ドラゴンは、高橋が新日本プロレスを退団した後に本書を執筆したことについて、以下のように述べている。

## 影響

### 新日本プロレスの業績悪化およびファン離れ
本書はプロレスファンの間で賛否両論の評価をされつつ、およそ20万部といわれる売上を記録した。井上譲二は、本書によって「それまでグレーゾーンにとどまっていた『プロレス八百長説』に関する議論は、完全に決着してしまったといっていい」と述べている。井上は「この暴露本によってプロレス界が受けたダメージは小さいはずがない」とも述べており、その理由として著者が「当事者」である元レフェリーで、しかもプロレスの内幕が詳細に描写されていることを挙げている。
井上譲二は新日本プロレスの業績が2002年ころから急激に悪化した事実を指摘し、その原因の一つは本書の出版（2001年12月）であるとしている。井上によると、プロレスファンには「プロレスというジャンルに対する信者」と呼ぶべき純粋な人間が多く、そうした人間が「騙された」というショックから試合を観に行かない、専門誌を買わないという状況が生まれたのだという。井上は本書出版後、プロレスファンから『週刊ファイト』編集部に「何十年も猪木に騙されて来た。もうプロレスファンを辞めるよ」「『ファイト』もグルだったんだな」といった内容の抗議が寄せられたことを明かしている。ただし井上は本書がプロレス業界やファンに与えた影響について「極めて重く見る人もいれば、軽視する人もいて、そのギャップはかなり大きい」とも指摘し「このことは、あの本が出版された当時、すでに『プロレスの勝敗は100%始めから決められている』とはっきり認識していた人と、そうでない人、あるいはどっちつかずの人、深く考えていなかった人など、さまざまな立場のファンがそれぞれ拮抗する形で混在していた状態であったことを示しているように思われる」と述べている。著名人の中では大槻ケンヂが本書を読んだ後「もしかすると、プロレスはもう一生ものでは無い」と感じるようになり「プロレスから卒業」を考えるようになったと述べている。高橋によると、大槻は雑誌の企画で高橋と対談した際にも「あの本を読んで、プロレスに台本があるのを知ってガッカリした。もうプロレスは観ませんね」と語ったという。高橋は大槻について「ミュージシャンとしてエンターテインメントの世界に生きる人に、そんな頑なさを見せられたことは酷く残念だった」と述べている。
高橋は井上譲二が指摘するような新日本プロレスに与えた影響について、本書出版の数年前から「新日本プロレスそのものが、迷走の色を濃くしていったのは否定出来ない」と述べ、2002年に体力的にも劣るはずである女子プロレスラーのジョーニー・ローラーが、同団体所属の男子プロレスラーを次々と倒してしまったアングルは、かつての新日本プロレスでは考えられないことであり「プロレスには台本があることを、身をもって示している行為だ」と指摘する。さらにその後「新日本プロレスの現役選手が『ショー』であることを公言する『ハッスル』や『西口プロレス』・『マッスル』などのリングに上がり、互角の戦いを繰り広げたりもしている」と指摘「プロレスがショーだとカミングアウトするよりも酷い形で、自らプロレスを貶めていることになる」と新日本プロレスを批判した。高橋はこれらの「全てを咎めようとしているわけではない」としつつ「プロレスがショーだということをどこまでも認めず、私の存在を抹殺したがっている一方で、そんなことばかりをやっている現実に、大きな矛盾を感じざるを得ない」と述べている。高橋は「選手がどこかの団体のリングに上がるというのは、その団体のスタイルを認め、マッチメイクに従う、と承諾したのと同じことだ」と主張する。
なお、上記団体のうちハッスルについて、井上譲二は「エンタメ路線を強く打ち出し、事実上カミングアウトしている」、かつて新日本プロレスの取締役を務めていた永島勝司は「高橋の主張するようなことを地で行っている…ということになるのだろうか」と評している。これに対し高橋は、自身が提唱するエンターテインメントとハッスルのエンターテインメントとでは「方向性が全く違った」と主張し、ハッスルが事実上解散したことにより「ミスター高橋が提唱するプロレスも末路を迎えた」という見方があることに反発している。高橋はハッスルが失敗した原因について「本来のプロレスのイメージから逸脱し過ぎた奇抜なストーリーに『闘い』が感じられなかったのが大きいと思う」と分析している。高橋は、ショーとはいえ小川直也が女性タレントにフォール負けを喫したことや曙太郎扮する「ボノちゃん」に対し、拒絶反応を示している。高橋は「WWEがお手本になる」と主張する一方で「日本人の好むプロレスと、アメリカ人の好むプロレスはやはり違う」、日本のプロレスファンが求めているのは「『闘い』をテーマとした、アントニオ猪木のスタイル」であって「ショーとしてエンターテインメント路線を歩めば、どんな色付けをしても良い訳ではない」とも主張し、本書の読者がその点を誤解したとすれば残念だと述べている。
プロレスファンに与えた影響について井上譲二は「恐らく、あの本を読むまでプロレスは真剣勝負であると思っていたファンは想像以上に多かったと思う。読まずとも知っていたという内容なら、あんなに反響があるはずがない」と述べている。一方、高橋は2010年発行の『流血の魔術 第2幕』の中で本書出版後、プロレスファンから「プロレスのいい加減さが好きだったのにね」と本書を「悪魔の書」呼ばわりされたことがあったと明かした上で「プロレスのいい加減さが好きといったマニアックなファン」について「プロレスを馬鹿にしているように思えてならない」「そうした人たちは極めて少数なコアな層に過ぎないので、そこだけを気にしていれば、方向性を見失ってしまうのだ。プロレス団体やマスコミが、コアな層にばかり目を向けがちになっているのは以前からのことだが、その部分を見直さなければプロレスに未来はない」と批判している。さらに高橋は『プロレス「悪夢の10年」を問う』（宝島社、2008年）がファン歴10年以上の男性ファンに行ったアンケートで本書に対する感想を求めたところ、72％が「内容を知らないので特に感想はない」と回答した事実を挙げ「プロレスファンが意外なほど読んでいないことに、かなり驚いた」と述べ、この結果から本書がプロレス衰退の後押しをしていたという懸念が払拭され安堵したと述べると共に、本書が「もっと大きな影響力を持っていれば、私が望んでいたように、プロレスの新たな可能性を切り開いていく一助になったのではないかと、残念にも思われた」と述べている。高橋は前述『プロレス「悪夢の10年」を問う』におけるアンケートの結果から、プロレスの人気が低迷した原因について「総合格闘技のリングでプロレスラーが負け続け幻滅した」とする意見（10.4%）が本書をはじめとする高橋の著書が原因とする意見（1.1%）よりもはるかに多いことを指摘し、K-1やPRIDEで「格闘家にあっさりと負けてしまったプロレスラーも責任は重い」、ルールがプロレスとは異なる大会に「出ていくべきではなかった」と述べている高橋は具体的に、ヒクソン・グレイシーに連敗した高田延彦・エメリヤーエンコ・ヒョードルやミルコ・クロコップに1分ほどで敗れた永田裕志の名を挙げており、特にIWGPヘビー級王座の連続防衛記録（当時）を作り「新日本プロレスの顔的存在」となっていた永田が「無残な姿をさらした」事実は、プロレスにとって大きな痛手になったと分析している。

### プロレス業界による黙殺
出版当初、プロレス団体やプロレスラー、プロレスマスコミの大半は本書を黙殺した。井上譲二によると、プロレスラーは一部が「要領の得ないコメントを口にするだけ」で、団体幹部は軒並み沈黙した。もっとも、オフレコでは「『高橋の野郎!』といった威勢のよい言葉」が聞かれたという。出版当時新日本プロレスの取締役を務めていた永島勝司は、当時の団体内の反応について、"この本によってプロレス界がダメージを受けるのでは？"との認識は全くと言っていいほどなく、アントニオ猪木以下「放置すべし」という意見が大勢を占めていたと述べている。一方、当時新日本プロレスのレフェリーを務めていた田山正雄によると、団体内で本書に関する箝口令が敷かれたという。新日本プロレスの関係者が沈黙したことについてストロング小林は、2006年発行の『吉田豪のセメント!!スーパースター列伝 パート1』において「当事者のレスラーがコメントをしないと収まりが付かないよね」と何らかのコメントをするよう促す発言をしている。また、新間寿は「プロレスの世界に生きていたら、こういう本に対して反発もせずに、黙って無視していいのかね？この世界って都合の悪いことは、みんな無視ですよ」「あんなこと書かれてアントニオ猪木を守りたいのなら、新日本プロレスには広報もあるんだし、正式なコメントを出さないとね」と業界の姿勢を批判した。吉田豪は、本書出版直後にミスター高橋が「最近、無言電話が多くてね…」と愚痴をこぼしたことを引合いに出し「ちょっとマット界が無言電話になり過ぎている」と苦言を呈した。一方、長州力は後述のように「そんなもん、あれが初めてじゃねえじゃん。過去に何回も出てんじゃん」という理由を挙げて反論を行わなかったことを正当化している。また、宮戸優光は後述のように「高橋さんは悪く言ってしまうと、何も分かっていない大ドジですね」、本書を「非常に度の狂った色の付いた眼鏡」。と評した上で、「頓珍漢な本なので、特に何も話す必要はないと思いますが」と述べている。
ターザン山本は吉田豪との対談の中で「興行を打つ側にはマイナスだけども、我々マスコミ側は経済効果になっているんだよね」と述べ、吉田も「経済効果にもなっているだろうし、とにかく原稿が書き易くてしょうがない部分がありますよね」「誰かがこういう本を書いてくれると、本当に楽なんですよ」と応じている。吉田によると本書出版以降「高橋さんの発言を引用しつつ『ここまで出てしまった以上は言わせてもらうが……』という感じで、批判するにしても、本当にやり易いんです」という。吉田は、本書出版以前は「一般の本でプロレスの仕組みを書いている本」を「こんなこと書きやがって!」と引用しつつ批判するという手法で「みんなにプロレスの仕組みを知らしめて」いたと告白している。
プロレスマスコミは、『紙のプロレス』が高橋のインタビュー記事を掲載したものの『週刊プロレス』『週刊ゴング』『週刊ファイト』『レジャーニューズ』『内外タイムス』は黙殺を通した。『内外タイムス』では同書に関する記事を1面に掲載する動きもあったが、プロレス団体からの取材拒否を恐れる現場記者の「懇願」により断念されたという。高橋は日本のプロレス業界およびプロレスマスコミの多くが本書を黙殺し続けたことが「日本のプロレスがいい方向に変わって行かなかった理由の一つになっているのも間違いない」と指摘している。『週刊ファイト』元編集長の井上義啓は、本書の内容は「もう（俺が）それとなく書いているんだよ」「ほとんどの人は知っているから」事柄であり、仮に自身が編集長だったとしても「今のマスコミと同じような態度を取ったと思うね」とプロレスマスコミの姿勢を支持した。
プロレスマスコミが本書を黙殺したことについて、当時『週刊ゴング』編集長であった金澤克彦は、本書の出版と時期を同じくしてプロレス専門誌の部数が落ち込んだと指摘し「あの時に、無視をせず戦うべきだったと今は思いますね」と述べている。一方当時『週刊ファイト』編集長であった井上譲二は「高橋本と交わらないという選択肢以外、思い付かなかった」「私はいまでも、反論した所で藪蛇になるだけだったと考える」としつつ「この本がプロレス界に与える影響について、私は軽視していた」「この本の意味について、インターネット上で騒然となっていることは知っていたが、日々の業務に忙殺され……業界に訪れている激動を正確に把握していなかった」、「その後これほど『ファイト』の実売部数が落ちると分かっていれば、静観することはなかったかもしれない」とも述べている。吉田豪は井上のこうした姿勢を『週刊ファイト』が長年「マット界の暴露新聞」として活動してきたと指摘しつつ「書かないと『ファイト』じゃないですよ」と批判した。
プロレスマスコミの中ではターザン山本が高橋に対する反論・批判を内容とする書籍を出版したが、井上によると「全く売れなかった」（井上は、「日頃から『売れなきゃ意味がない』と言う山本氏は、その意味で高橋氏に完敗である」とも述べている）。一方で井上によると、専門誌の記者の中には本書出版後相次いで発売された「暴露本」の執筆に密かに加わる者もいた。
高橋は本書出版から9年後の2010年に発行された『流血の魔術 第2幕 プロレスは誇るべきエンターテインメント』において、2008年公開の映画『レスラー』において試合前の打ち合わせばかりでなく「試合中の流血を演出するために、カミソリで額を切っている場面までもがアップで映されている」ことを例に挙げて「プロレスがショーであることは、すでに公然の事実となっている」としており「もはやプロレスのカミングアウト云々と議論する必要もなくなっている」と断じた上で、日本のプロレス界について以下のように述べている。
井上譲二は、2010年発行の『「つくりごと」の世界に生きて プロレス記者という人生』において、本書について以下のように述べている。

## 評価

### 出版前の評価
新日本プロレスの取締役を務めていた新間寿によると高橋は出版前のある時、新間に計画を打ち明けて協力求めた。その際に新間が「あんたはもの凄い道に踏み込んだんだよ」「ファンはみんな大喜びしてプロレスというのを観て来たじゃないか？あなたはそれに水を差すようなことを書いて、何か恥じることはないのかね？」「あんた、これからプロレス界に対してそういう暴露本を出したら、もうプロレス界には戻れなくなるよ。そうなっても良いのか？」と警告すると、高橋は「私はそういうことを全て承知した上で、この本を書きますから」と答えたという。新間は「あなたが言わんとしていることは、私にも大体分かる。しかし私が知らない所でやっていたことに、私を巻き込まないで貰いたい」と協力を拒んだという。
最終校正の段階で、高橋は新間から本書出版に対するプロレス関係者の反応を聞かされたという。高橋によると『東京スポーツ』元記者の桜井康雄は「もうそんな時代なのかなぁ…」と述べ『週刊ゴング』元編集長の竹内宏介は「そんな本を出したら、高橋さんはプロレス界とは縁が切れることになるだろう。そんな本は売れる筈ないし、もし3万部売れたとしたら高橋さんの考え方をファンが受け入れたことになるんでしょうね」という反応を示した。高橋は本書の販売部数が文庫版を併せ16万部であったことを示し「竹内氏の説に従えば、ファンには十分受け入れられたことになる」と主張している。

### 出版後の評価
井上譲二は、高橋が主張するようにプロレスがエンターテインメントでありショーであることをカミングアウトしたところで、プロレス人気は回復しないと主張する。その根拠として井上は、本書が売れたことでプロレスファンの多くがプロレスが真剣勝負ではないことを知った後も、プロレス人気は回復するどころか下降していることを挙げている。井上は、本書が売れたのは「実際の試合や事件の『真相』を書いたからであって、『カミングアウト』の主張が共感を集めたからではない」と述べている。
井上は本書の内容について、以下のように批判している。
これに対し高橋は、「プロレスがショーだとカミングアウトしても、観客が試合のストーリーや結果を事前に知ってしまっては、興味が失せてしまうのは当然のこと」と主張する。そして試合の結果を事前に漏らすレスラーについて伝え聞いたことを明かし「プロ意識が足りなさ過ぎる」「即刻辞めるべきだ」と批判している。高橋は、そのようなレスラーの堕落ぶりがプロレスの低迷を招いたともいえるはずだと述べている。高橋によると、かつてのプロレスの試合は「ハイスパット」と呼ばれる見せ場やフィニッシュ以外の場面は、すべてアドリブであった。しかし高橋が矢口壹琅から聞いた所によると「最近の選手は、最初から最後まで段取りを作っておかないと、試合が出来なくなっているんですよね」という。高橋は、アドリブのないプロレスは「レスラーの個性もレフェリーの感性も発揮されない」、アドリブで試合の出来ないレスラーは「脚本に忠実なただの演技者に過ぎない」と批判している。
井上譲二は、プロレス業界には「プロレスがあらかじめ勝ち負けの決まったショーであることを言わない、書かない」という「契り」のようなものがあり、高橋はそれを破ったと指摘している。女子プロレスラーの小畑千代も同様に「自分がその仕事で食べていたんだから、たとえどんなことがあっても、ああいうことを書くのはね」と高橋を批判した。永島勝司は「本書を読んでいないけど」と断った上で、本書の内容に関する伝聞を元に「この業界で生きて来た人間が言うことじゃないよね」という感想を述べている。井上義啓は目次を除き本書を読んでいないと明かした上で「プロレス村の住民だった男なんだからね、この人はね……礼儀として、そういうことをするべきでないということは言える」と述べている。
ウルティモ・ドラゴンは、高橋の主張する「エンターテインメント」について、自身がアメリカのプロレス団体WWEの興行に参加した経験を踏まえ、以下のような疑問を呈している。
また、ウルティモ・ドラゴンは高橋に対し以下のように問いかけている。
元プロレスラーで、UWFインターナショナルで取締役を務めたことのある宮戸優光は、本書において高橋が自身がレフェリーを務めなかった試合に関して記述していることについて「僕はちょっと納得出来ないんです。高橋さんは分かっているつもりでしょうが、僕はそういう自分が裁いていない試合の話までして、人を落としたいとしか思えない感じがしますよね」と述べている。さらに宮戸は高橋が長州力を「強い」・藤波辰爾を「弱い」と表現していることについて「じゃあ高橋さん、一度でも藤波さんや長州さんとスパーリングでもいいですよ。やったことあるんですか？」と指摘し、自身がUWFインターナショナルにおいて和田良覚らレフェリーにプロレスラーとスパーリングさせることでその強さを理解させたことを引合いに出し「じゃないとプロレスを舐めちゃうんだもん。結局こうなっちゃうんですね。下手をすれば（高橋を指差し）こういう人が出るんですよ」と批判している。宮戸は高橋の本書を読んだ上で「所詮レフェリーっていうのは、何にも分かってないなっていうのが僕の感想ですね」・「高橋さんは2万試合もレフェリーをやって、この程度かなって思っちゃいます」・「まあ高橋さんに関しては、何も分かってない大ドジって感じで。悪く言うと大ドジですね」と評し、本書を「度の狂った色の付いた眼鏡」と評している。
金澤克彦は本書について「サッと斜め読みした程度です。まあそれを読んだ周囲の人間から話を聞けば、大体の内容は分かるんで」と前置きした上で、以下のように述べている。
高橋は金澤のように「そんな本は読んでいない」と、言いながら本書を批判するプロレスマスコミが存在することについて「出版の世界に身を置く人間としての良識が疑われる」、「マスコミ人としての良心の呵責はないのか」と批判しつつ「新日本プロレスなどの団体側に気を遣って、そういうスタンスを取っていたのだろうとは察せられる」「『  ミスター高橋の本を読んだ』『ミスター高橋と会って、話をした』ということが団体の耳に入ることを避けている部分が大きいはずで、私の本を愚弄することで、団体への忠誠心を示しているのだといえるはずだ」と述べている。
井上義啓は、本書を「力道山時代であれば殺されている」と評した上で「驚く奴もおるだろうけど、大抵の人間は知っている」「ハッキリ言って、こういうことのタブーを最初に破ったのは俺なんだよ」と主張している。井上は実例として、流血の演出について「血袋使ったり、カミソリで切ったらアカン」と書いたり、下駄の鼻緒がついた面で相手を殴った芳の里について「普通だったら、下駄の歯の方で殴るだろう」と書いたことを明かしている。井上は当時プロレスの興行主であった暴力団関係者の「興行の足を引っ張ること」を書き「命を張ってやった」と主張「だからこの本に対してハイ、そうですかと言って許す訳にはいかない」「ハッキリ言って、ミスター高橋が今頃になってこんなこと書いた所でね…」と述べている。
新間寿は、次のように高橋を批判している。
金澤克彦によると長州力は金澤との対談において本書に関する話題が振られた際、プロレスマスコミに対し「それを焚き付けて、こっち側に振ったお前らも同罪だぞ!」と、烈火のごとく怒ったという。金澤が本書に対する反論をプロレスラーが行わなかった理由を尋ねると、長州は「そんなもん、あれが初めてじゃねえじゃん。過去に何回も出てんじゃん」と答えた。
高橋によると本書出版後、タイガー・ジェット・シンから電話を受け「俺が本当の狂人じゃなく、すべてはヒールを演じていたということを取引先が理解してくれてね。それから仕事がやり易くなったんだよ」と謝辞を受けたという。シンについて井上譲二は、2010年発行の『「つくりごと」の世界に生きて プロレス記者という人生』において「7年ほど前に、ミスター高橋はプロレスの内幕を全部バラした本を出したんだよ」と話したところ「それが何かいけないことなのかい？彼にとっては結構なことじゃないか」という答えが返ってきたと述べている。高橋によると、大剛鉄之助・ユセフ・トルコからも本書の出版に賛同する連絡があり、矢口壹琅からは「あの本が出たからこそ、プロレスは生き残れていると思いますよ」という言葉を掛けられたという。また、小林邦昭に対し「本を読んでみて、腹が立ったか？」と尋ねたところ「いえ、別に。書いてある通りですから」という答えが返ってきたという。マッスル坂井は高橋との対談（『八百長★野郎 プロレスの向こう側、マッスル』収録（2008年））において「たとえ高橋さんの本が出なくても、プロレスファンはドンドン減っていたと思うんですよ。逆にそれをくい止めたような気すらしますね」と述べている。
ターザン山本は、本書を読んだ感想を「かなり腹が立ったけどね」と述べ、その理由を以下のように説明する。
本書は「暴露本」と評されることもあるが高橋自身はそれを非常に嫌っており「業界に対しての提言書」であると主張している。
お笑い芸人の水道橋博士は本書について、「テレビに例えるなら『笑点の大喜利の答えは全て事前に決まっている予定調和のショーです』と言っているようなもの。何とも身も蓋もないですよ」と評している。高橋は水道橋博士について、2002年2月に水道橋博士がパーソナリティーを務めるラジオ番組（TBSラジオ『社会の窓』）にゲスト出演した所、険しい表情で迎えられて本書のことを快く思っていないことが容易に察せられたと回顧している。

## 過去のカミングアウト本との比較
本書出版以前にも、プロレスが真剣勝負ではないことを示唆する書籍は出版されている。1985年、佐山聡（初代タイガーマスク）が『ケーフェイ』を出版。同書において佐山は「"暗黙の了解"というやつがないと、なかば永久に極まらない技」「お互いの協力がなければかからない技」としてブレーンバスターなど「代表的なプロレス技のほとんど」を挙げており、物議を醸した。しかしながら井上譲二によると、個別の試合の内幕や「試合の作り方」を暴露してはいなかったこと、また現在のようにインターネットが普及していなかった時代背景もあり、同書がプロレス人気に与えた影響は本書ほど大きくはなく、初版8000部のうち8割が返本されるという結果に終わった。同じく1985年『噂の真相』がアントニオ猪木対ブルーザー・ブロディの試合において、ブロディが「右手に持った何か」を使って足から流血させた疑惑に関する検証記事を掲載したが、これもプロレス人気に大きな影響を及ぼすことはなかった。井上はこれらの書籍と本書との違いについて「突きつめて言えばリアリティーに尽きる。当事者によって詳細に書かれたものであること。これが高橋本の本質である」と評している。
吉田豪によると、内部告発的な書籍は昭和40年代に木村政彦がすでに出版しており『鬼の柔道』（講談社）の中で流血の演出法などについて記述している。吉田と対談したターザン山本は、木村の著書と本書との違いについて「ずっと隠し続けていた」ことにより「溜め」が働いた点「ファンの方も知りたがっていた」点、著者が新日本プロレスに所属していた点を挙げている。